# Mimi Tran
Mimi Tran (* 5. Juli 1960 als Thithi Tran in Nha Trang) ist eine professionelle vietnamesisch-amerikanische Pokerspielerin.

## Werdegang
Tran kam im Jahr 1989 durch den ebenfalls professionellen Spieler und früheren Lebensgefährten Barry Greenstein zum Poker. Sie vereinbarte mit ihm, dass sie ihm Vietnamesisch beibrächte, falls er sie im Gegenzug Poker lehrte. In Greensteins Buch Ace on the River berichtet dieser, dass Tran bald in teureren Cash Games spielte. Zudem zeigte er sich von ihrem Gedächtnis begeistert, da sie nach einer Runde alle Hände analysieren konnte.
Sie ist eine Cash-Game-Spezialistin und trat auch im US-amerikanischen Fernsehformat High Stakes Poker auf. Erst Mitte der 1990er überzeugte Greenstein sie, auch Turniere zu spielen. Tran kam bei der World Series of Poker am Las Vegas Strip bisher 22-mal ins Geld, darunter zweimal als Zweite und je einmal als Dritte und Vierte. Beim Main Event der World Poker Tour erreichte sie zudem sechsmal die Geldränge, darunter einen Finaltisch. Ihre bis dato letzte Geldplatzierung erzielte Tran im August 2018.
Insgesamt hat sich Tran mit Poker bei Live-Turnieren mehr als 1,5 Millionen US-Dollar erspielt. Sie lebt in Los Angeles und hat zwei Kinder.